# 方吻鼻魚
方吻鼻魚，俗名剝皮仔、打鐵婆，於2002年由昆士蘭博物館的澳洲魚類學家Jeffrey W. Johnson首次正式描述，其模式產地為昆士蘭州斯特德布魯克島附近的Flat Rock，為輻鰭魚綱鱸形目刺尾魚亞目刺尾魚科的其中一個種，分布於印度西太平洋區，從東非至澳洲大堡礁，北至台灣南部海域，棲息深度5-65公尺，本魚體呈長橢圓形，每個顎骨有50到70顆牙齒，這些牙齒的邊緣呈鋸齒狀，牙齒的數量隨著年齡的增長而增加，成魚的額頭上有一個方形的突起，尾柄每側都有一對骨板，每個骨板都有一個向前指向的硬棘，成魚的尾鰭截形，身體整體顏色為藍灰色至橄欖灰色，下半身較淺，背鰭有一個薄薄的白色邊緣，背鰭硬棘 5枚、背鰭軟條28-31枚、臀鰭硬棘2枚、臀鰭軟條26-29枚，體長可達75公分，棲息在珊瑚礁、礁石區，以藻類及浮游生物為食，生活習性不明，可作為食用魚。

## 擴展閱讀
維基物種上的相關：方吻鼻魚